# Засопка
Засо́пка — село в центральной части Читинского района Забайкальского края России. Образует Засопкинское cельское поселение.
Население — 5504 чел. (2021).

## География
Расположено на левом берегу реки Ингода у южного побережья озера Кенон. С северной стороны примыкает к территории города Читы.

## Население
| 2002  | 2010  | 2012  | 2013  | 2014  | 2015  | 2016  |
| ----- | ----- | ----- | ----- | ----- | ----- | ----- |
| 2011  | ↗3599 | ↗3680 | ↗3784 | ↗3844 | ↗4016 | ↗4258 |
| 2017  | 2018  | 2019  | 2020  | 2021  |       |       |
| ↗4508 | ↗4746 | ↗5003 | ↗5332 | ↗5504 |       |       |

## История
Поселение основано ранее 1701 года. Население до 1744 года составляли казаки, затем разночинцы, с 1758 года горно-заводские крестьяне, а с 1851 года казаки 3-го отдела Забайкальского казачьего войска. В 1772 году Засопку посетил Петр Паллас. В 1925 году в селе насчитывалось 79 дворов, в которых проживало 427 человек. В 1929 году организована сельскохозяйственная артель, затем колхоз «Путь к новой жизни», в 1960 году — совхоз «Кенонский».

## Предприятия и культура
В селе Действует ПСХК «Кенонский». Имеются средняя школа, детский сад, районный Дом культуры, библиотека, фельдшерско-акушерский пункт. В 400 метрах к юго-востоку от села расположен памятник археологии «Засопошное».